# اس‌دی‌ال‌جی
اس‌دی‌ال‌جی (انگلیسی: SDLG) شرکت خودروسازی و صنایع سنگین چینی است، که در سال ۱۹۷۲ تأسیس شد و هم‌اکنون از شرکت‌های زیرمجموعه ولوو می‌باشد.